# Зулу (филм)
Зулу (енгл. Zulu), британска историјска драма снимљена 1964. године, са Стенли Бејкером и Мајклом Кејном у главним улогама. Тематски, овај филм представља наставак каснијег филма Зора Зулуа.

## Тема
Филм је заснован на историјским догађајима и приказује историјске личности у бици код Рорковог прелаза током Англо-Зулу рата у Јужној Африци 1879. године. Одређене личности и догађаји приказани су неисторијски, са знатном уметничком слободом.

## Улоге
- Стенли Бејкер - скромни инжињеријски официр Џон Чард, стицајем околности вршилац дужности заповедника британске постаје на граници са краљевством Зулу, непосредно након уништења британске колонијалне војске код Исандлуане.
- Мајкл Кејн - поручник Гонвил Брумхед, надмени аристократски заповедник чете, први пут у борби.